# 高山市立花里小学校
高山市立花里小学校（たかやましりつ はなさとしょうがっこう）は、岐阜県高山市にある小学校。

## 歴史
- 1986年、南小学校と山王小学校の一部が分離し、花里小学校ができる。
- 1998年、開校10周年。
- 2013年、開校25周年。